# Tiếng Fingal
Tiếng Fingal hay phương ngữ Fingal là một ngôn ngữ tuyệt chủng thuộc nhóm ngôn ngữ Anh trước đây được sử dụng tại Fingal, Ireland và được cho là một nhánh của tiếng Anh trung đại (đưa đến Ireland trong cuộc xâm lược của quân Norman), và biến mất vào giữa thế kỉ 19. Mặc dù người ta biết rất ít về tiếng Fingal, nó được coi là tương đồng với phương ngữ Forth và Bargy sử dụng tại hạt Wexford.

## Lịch sử

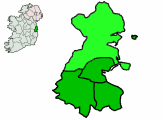
Ireland (trái) và hạt Dublin (phải), với Fingal (xanh lá cây nhạt)

Tiếng Fingal được sử dụng ở vùng Fingal, thuộc hạt Dublin phía bắc sông Tolka theo truyền thống. Ngôn ngữ này được sử dụng tại khu vực gần biên giới phía bắc. Tên "Fingal" là từ tiếng Ireland Fine Gall, hay "lãnh thổ của người nước ngoài", có lẽ là một tham chiếu đến một khu định cư Bắc Âu trong khu vực. Nhà ngôn ngữ học Alf Sommerfelt đề xuất một ý tưởng của một ảnh hưởng của người Bắc Âu đối với phương ngữ Fingal, dù các học giả sau này đã không tìm thấy bằng chứng về một kết nối như vậy.
Giống như phương ngữ tiếng Yola tại Forth và Bargy, hạt Wexford, tiếng Fingal được cho là bắt nguồn từ tiếng Anh trung đại, giới thiệu bởi những người định cư "Anh cổ" sau sự xâm lược của quân Norman lên Ireland vào năm 1169. Tiếng Anh trung đại được thiết lập tốt ở phía Đông Nam Ireland cho đến thế kỉ 14, khi khu vực được Gael hóa lại và tiếng Anh bị thay thế. Như vậy, các phương ngữ Yola và Fingal sẽ là di vật duy nhất được chứng thực của giống gốc tiếng Anh này ở Ireland.